# قيادة نرجسية
القيادة النرجسية هي أحد أساليب القيادة التي لا يهتم فيها القائد سوى بنفسه. فتتمركز الأولوية عند هذه الشخصيات حول أنفسها - ويكون ذلك بالضرورة على حساب شعوبهم/أفراد جماعتهم. ويسلك القائد النرجسي هذا خصائص نرجسية متمثلة في: الغطرسة والهيمنة والعدائية. ويعد من أساليب القيادة الشائعة. وقد تتراوح النرجسية في أي مكان بين كونها أمرًا صحيًا أو مدمرًا. ويرى النقاد أن «القيادة النرجسية (وبخاصة المدمرة) تكون مدفوعة بصفات من الغطرسة المتعنتة، والانشغال بالذات، والحاجة الشخصية الأنانية للحصول على النفوذ والإعجاب.»

## النرجسية والمجموعات
في دراسة نشرت في "مجلة النشرة الشخصية وعلم النفس الاجتماعي" (Personality and Social Psychology Bulletin)، أشارت إلى أنه عندما يكون هناك مجموعة من الأشخاص دون قائد يحكمها، يمكنك في كثير من الأحيان الاعتماد على إحدى الشخصيات النرجسية لتولي المسؤولية. وقد توصل الباحثون إلى حقيقة أن الأشخاص الذين على درجة عالية من النرجسية يميلون إلى السيطرة على المجموعات التي بدون قيادة. وفي إطار ذلك ذكر سيغموند فرويد أن النوع النرجسي ... وبخاصة ذلك النوع الذي يلائم أن يعمل بمثابة داعم للآخرين، يتجه ليلعب دور القائد وإقناع الآخرين باعتبارهم "شخصيات".": وقد يرجع أحد أسباب ذلك إلى أن "النرجسية التي يتمتع بها شخص آخر ذات جاذبية كبيرة بالنسبة لأولئك الذين تخلوا عن جزء خاص منهم... فيبدو الأمر كما لو أننا نحسدهم على استمرارهم في التمتع بهناء البال - وهي حالة شهوانية مسالمة قد تخلينا عنها أنفسنا."
هناك أربعة أنواع أساسية من القائد مع ظهور بوادر الشخصية النرجسية بشكل أكثر شيوعًا في النوع 3 على الرغم من إمكانية ظهورها كذلك في النوع 1:
1. استبدادي مع اتخاذ القرارات بناءً على المهام
2. ديمقراطي مع اتخاذ القرارات بناءً على المهام
3. استبدادي مع اتخاذ قرارات تستند إلى العاطفة
4. ديمقراطي مع اتخاذ قرارات تستند إلى العاطفة

وقد ذكر مايكل ماكوبي أن "المحللين النفسيين" عادةً لا يقتربون بما فيه الكفاية من [القادة النرجسيين], بخاصة في أماكن عملهم، حتى يكتبوا عنهم."

## النرجسية في الشركات
تحدث النرجسية في الشركات عندما تحتل شخصية نرجسية ما منصبًا قياديًا (رئيسي تنفيذي) أو أن يكون الشخص عضوًا بفريق الإدارة العليا فيجمع هذا الشخص مزيجًا كافيًا من الأشخاص التبعيين حوله (أو حولها) لدعم سلوكه النرجسي. ويعلن النرجسيون ولاءهم للشركة التي ينتمون إليها، غير أنهم في حقيقة الأمر لا يلتزمون سوى بأجنداتهم الخاصة، وبالتالي تتخذ القرارات التنظيمية بناءً على مصالح النرجسيين الخاصة بدلًا من مصلحة المؤسسة ككل أو أصحاب المصلحة المتعددين أو المجتمع الذي تعمل المؤسسة على أرضه. وكنتيجة لذلك، يمكن أن يقوم نوع معين من القادة أصحاب الشخصية الكاريزمية بإدارة شركة ناجحة ماليًا على مبادئ غير صحية تمامًا فقط لفترة من الوقت. ولكن... السباب والشتيمة تعود على صاحبها."
ويشير علماء النفس إلى أنه «تتمثل إحدى الوسائل التي يمكن اللجوء إليها للتمييز بين المؤسسة الجيدة بما فيه الكفاية وبين تلك المؤسسات التي تعاني من مشكلة في إدارتها في قدرة تلك المؤسسات على استبعاد الشخصيات النرجسية من المناصب الرئيسية.»

## الشخصيات النرجسية البناءة
فرق ماكوبي بين ما أسماه «الشخصيات النرجسية البناءة» عن «الشخصيات النرجسية غير البناءة». فقد سلم ماكوبي بصحة الفكرة القائلة أن «الشخصيات النرجسية البناءة لا زالت تميل نحو كونها حساسة للغاية تجاه النقد، وذات قدرة تنافسية كبيرة كما تميل تلك الشخصيات إلى العزلة والتكلف،» ولكنه اعتبر أن «ما يدفعهم للخروج يكمن في إحساسهم بالحرية في فعل ما يرغبون بفعله بدلًا من الشعور باستمرار بأن الظروف تقيدهم،» ومن خلال جاذبيتهم الخاصة يستطيعون «لفت انتباه الناس إليهم، وجذب مجموعة من تابعيهم الذين يسعون وراء الحلم الذي يؤمن الجميع أنه يستحق العناء.»
وقد شكك البعض في هذا المفهوم، معتبرين أن «الانهيار الهائل لوول ستريت والنظام المالي عام 2009 يستدعي وقفة للتدبر. هل كان هذا الانهيار الحادث بسبب قادة رجال الأعمال الذين طوروا أنماطًا نرجسية»-حتى لو كانت في ظاهرها إنتاجية? بالتأكيد يستطيع المرء استنتاج أنه في أحسن الأحوال «يمكن أن يوجد خط دقيق للغاية بين النرجسيين الذين يقومون بمهامهم بطريقة سيئة في أماكن العمل بسبب صفاتهم الطاغية عليهم، وبين أولئك الذين استطاعوا تحقيق نجاحات كبيرة بسبب تلك الصفات الطاغية عليهم أيضًا.»

## تأثير المديرين النرجسيين الصحيين في مقابل المدمرين
قارن لوبيت بين المديرين النرجسيين الصحيين وبين المديرين النرجسيين المدمرين من حيث تأثير طويل المدى لذلك على المؤسسات.
| السمة                                                   | النرجسية الصحية                                                                                    | النرجسية المدمرة |
| ------------------------------------------------------- | -------------------------------------------------------------------------------------------------- | --- |
| الثقة بالنفس                                            | مستوى عالٍ من الثقة بالنفس تظهر خارجيًا بما يتماشى مع الواقع الكائن                                  | التكلف |
| الرغبة في الحصول على النفوذ والثروة والفوز بإعجاب الناس | قد تستمتع بالنفوذ                                                                                  | تسعى للحصول على النفوذ بأي ثمن، كما أنها تفتقر إلى المحظورات الطبيعية في سعيها لتحقيق ذلك                                 |
| العلاقات                                                | تقلق حقيقةً من الآخرين وأفكارهم؛ لا تستغل الآخرين أو تقلل من قيمتهم                                 | تقتصر مخاوفها على التعبير برد مناسب اجتماعيًا عندما يتناسب الموقف مع ذلك؛ تقلل من قيمة الآخرين وتستغلهم دون أي شعور بالندم |
| القدرة على اتباع مسار ثابت                              | لديها قيم؛ تسعى في اتباعها بناءً على خطط                                                            | تفتقر إلى القيم؛ تشعر بالملل بسهولة؛ غالبًا ما تغير مسار حياتها                                                            |
| التأسيس                                                 | قضت فترة طفولة صحية مع تعزيز مبدأ تقدير الذات إلى جانب وضع حدود مناسبة لنفسها في التصرف مع الآخرين | قضت فترة طفولة مؤلمة مع تقويض الشعور الحقيقي لتقدير الذات و/أو التعلم أنه/أنها ليست بحاجة لمراعاة شعور الآخرين            |

## كتابات أخرى

### كتب
- Conrad E Petty tyranny, dogmatism, narcissistic leadership: what effects do authoritarian leadership styles have on employee morale and performance? (2004)
- Maccoby M Narcissistic leaders: who succeeds and who fails (2007)
- McFarlin DB & Sweeney PD House of mirrors: House of Mirrors: The Untold Truth About Narcissistic Leaders and How to Survive Them (2000)
- McFarlin DB & Sweeney PD Where Egos Dare: The Untold Truth about Narcissistic Leaders - And How to Survive Them (2002)
- Vaknin S Narcissistic and Psychopathic Leaders نسخة محفوظة 14 مارس 2012 على موقع واي باك مشين. (2009)

### Academic papers
- Brown B Narcissistic Leaders: Effectiveness and the Role of Followers - Otago Management Graduate Review Volume 3 2005 Pages 69–87
- Horowitz MJ & Arthur RJ Narcissistic Rage in Leaders: the Intersection of Individual Dynamics and Group Process - International Journal of Social Psychiatry 1988 Summer;34(2) Pages 135-41
- Horwitz L Narcissistic leadership in psychotherapy groups - International Journal of Group Psychotherapy 2000 Apr;50(2) Pages 219-35.
- Jones R, Lasky B, Russell-Gale H & le Fevre M Leadership and the development of dominant and countercultures: A narcissistic perspective - Leadership & Organization Development Journal, Vol. 25 Issue 2, Pages 216-233 (2004)
- Kearney KS Grappling with the gods: Reflections for coaches of the narcissistic leader - International Journal of Evidence Based Coaching and Mentoring Vol 8 No 1 February 2010 Pages 1–13 نسخة محفوظة 4 مارس 2016 على موقع واي باك مشين.
- Kets de Vries MFR & Miller D Narcissism and leadership: An object relations perspective - Human Relations (1985) 38(6) Pages 583-601.
- Ouimet G Dynamics of narcissistic leadership in organizations: Towards an integrated research model - Journal of Managerial Psychology, Vol. 25 Issue 7, Pages 713-726 (2010)
- Rosenthal SA & Pittinsky TL Narcissistic leadership - The Leadership Quarterly Volume 17, Issue 6, December 2006, Pages 617-633
- Volkan VD & Fowler C Large-group Narcissism and Political Leaders with Narcissistic Personality Organization - Psychiatric Annals 39:4 April 2009
- Yang L Narcissistic leadership in organizations - University of Guelph (2009)